# Campus du centre-ville d'Helsinki

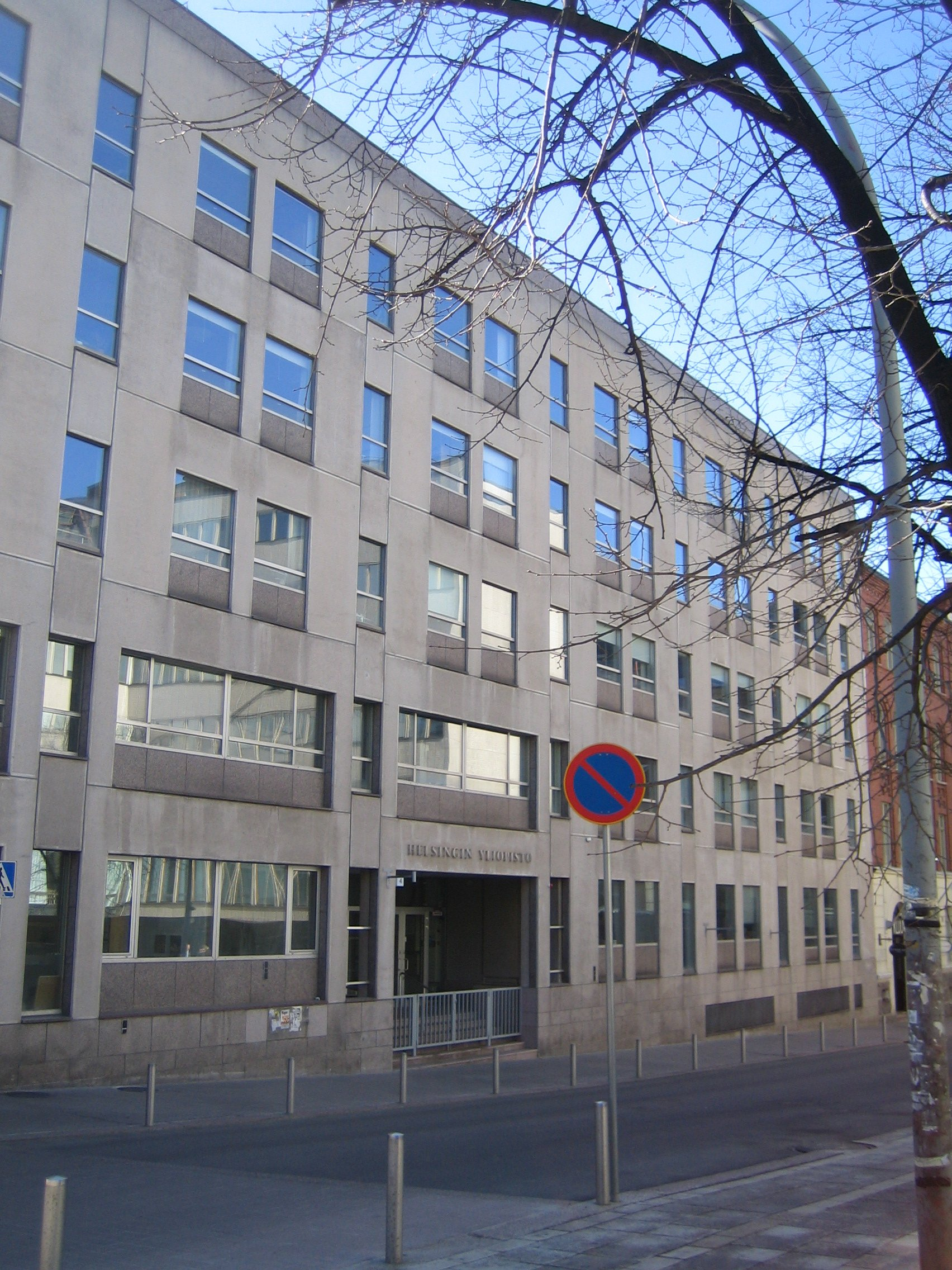
Bâtiments administratifs.

Le Campus du centre-ville (finnois : Keskustakampus, suédois : Centrumcampus) est l'un des quatre campus de l'université d'Helsinki.

## Situation
Le Campus Central de l'Université d'Helsinki est le plus grand des quatre campus de l'Université d'Helsinki. Le campus est situé au centre-ville d'Helsinki dans les quartiers Kruununhaka et Kluuvi des deux côtés d'Unioninkatu, principalement dans la zone située entre Senaatintori et le parc de Kaisaniemi, bien que quelques bâtiments appartenant à l'université se trouvent également au centre un peu à l'écart des autres.
Les facultés de sciences humaines, de théologie, de droit, de sciences politiques et d'éducation, le Centre de langues, l'université ouverte ainsi que l'administration centrale de l'université opèrent dans la zone du campus central. Environ 20 000 étudiants et 3 000 enseignants et chercheurs travaillent sur le campus.

## Facultés
Situé dans le centre-ville d'Helsinki il héberge les facultés suivantes :
- Faculté de théologie[1]
- Faculté de droit[2]
- Faculté des arts[3]
- Faculté des sciences du comportement[4]
- Faculté des sciences sociales[5]

## Bâtiments
Le campus central compte au total plus de 40 bâtiments universitaires:
| Adresse                          | Nom                                  | Const.     | Architecte                         | M.a.d. |
| -------------------------------- | ------------------------------------ | ---------- | ---------------------------------- | ------ |
| Aadolfinkatu 10                  | Franzénia                            | 1930       | Väinö Vähäkallio                   | 1966   |
| Aleksanterinkatu 7               |                                      | 1932       | Ole Gripenberg                     | 1980   |
| Arkadiankatu 7                   | Economicum                           | 1960       | Einari Teräsvirta                  | 1960   |
| Fabianinkatu 24                  | Faculté de Théologie                 | 1931       | Armas Lindgren                     | 1931   |
| Fabianinkatu 26                  | Kielikeskus                          | 1908       | Kauno Kallio                       | 1978   |
| Fabianinkatu 28                  | Aleksandria                          | 2003       | Aki Davidsson                      | 2003   |
| Fabianinkatu 28                  |                                      | 1907       | Gunnar Stenius                     | 1970   |
| Fabianinkatu 32                  |                                      | 1960       | Seppo Hytönen                      | 2009   |
| Fabianinkatu 33 / Unioninkatu 34 | Päärakennus                          | 1832       | Carl Ludvig Engel                  |        |
| Fabianinkatu 34                  | Päärakennus, uusi puoli              | 1937       | J. S. Sirén                        |        |
| Fabianinkatu 35                  | Fabiania                             | 1847       | Jean Wik                           |        |
| Kopernikuksentie 1               | Observatorio                         | 1834       | Carl Ludvig Engel                  |        |
| Kopernikuksentie 1               | Näkötorni                            | 1890       | Gustaf Nyström                     |        |
| Mariankatu 11                    |                                      | 1877       | Hampus Dalström                    | 1972   |
| Pohjoinen Rautatiekatu 13        | Luonnontieteellinen museo            | 1913       | Lev Šiško                          | 1923   |
| Ratakatu 6                       | Normaalilyseo                        | 1878       | Frans Sjöström                     |        |
| Ratakatu 6                       | Normaalilyseo                        | 1905       | Johan Jacob Ahrenberg              |        |
| Siltavuorenpenger                | Aurora                               | 1961       | Einari Teräsvirta                  |        |
| Siltavuorenpenger                | Athena                               | 1928       | Jussi Paatela, Toivo Paatela       |        |
| Siltavuorenpenger                | Psychologicum                        | 1910       | Gustaf Nyström                     |        |
| Siltavuorenpenger                | Psychologicum, lisärakennus          | 1969       | Olof Hansson                       |        |
| Siltavuorenpenger                | Minerva (fi)                         | 1905       | Gustaf Nyström                     |        |
| Siltavuorenpenger                | Minerva, porttirakennus              | 2004       | Esa Laaksonen                      |        |
| Siltavuorenpenger                | Minerva, kirjasto                    | 2005       | Jyri Haukkavaara                   |        |
| Siltavuorenpenger                | Fontell                              | 1910       | Gustaf Nyström                     |        |
| Snellmaninkatu 3                 | Arppeanum                            | 1869       | Carl Albert Edelfelt               |        |
| Snellmaninkatu 10                | Institut de criminologie             | 1878       | J. E. Söderlund                    |        |
| Snellmaninkatu 12                |                                      | 1948       | Pauli Salomaa                      |        |
| Snellmaninkatu 12                | École suédoise des sciences sociales | 2009       | Juha Leiviskä                      |        |
| Snellmaninkatu 14 A              |                                      | 1833       |                                    | 1994   |
| Snellmaninkatu 14 B              |                                      | 1889       | Georg Wilenius                     | 1946   |
| Unioninkatu 33                   | Uusi klinikka                        | 1848       | Ernst Lohrmann                     | 2006   |
| Unioninkatu 35                   |                                      | 1963       | Einari Teräsvirta                  |        |
| Unioninkatu 36                   | Kansalliskirjasto                    | 1844       | Carl Ludvig Engel                  |        |
| Unioninkatu 36                   | Kansalliskirjaston Rotunda           | 1906       | Gustaf Nyström                     |        |
| Unioninkatu 37                   | Vanha klinikka                       | 1833       | Carl Ludvig Engel, A. E. Chtaubert |        |
| Unioninkatu 38                   | Topelia                              | 1823       | Carl Ludvig Engel, ...             | 1998   |
| Unioninkatu 40                   | Metsätalo                            | 1939       | Jussi Paatela                      |        |
| Unioninkatu 44                   | Kasvimuseo                           | 1903       | Gustaf Nyström                     |        |
| Unioninkatu 44                   | Asuinrakennus                        | 1903       | Gustaf Nyström                     |        |
| Unioninkatu 44                   | Iso kasvihuone                       | 1889       | Gustaf Nyström                     |        |
| Unioninkatu 44                   | Kaisaniemenrannan puutalot           | 1823-1843  |                                    | 1992   |
| Unioninkatu 44                   | Bâtiment Jean Wik                    | 1843       | Jean Wik                           |        |
| Vironkatu 1                      |                                      | 1884       | Konstantin Kiseleff                | 1980   |
| Vironkatu 1                      |                                      | 1905       | Waldemar Aspelin                   |        |
| Vuorikatu 3                      |                                      | 1919       | Aarre Ekman                        | 1968   |
| Vuorikatu 5                      | Helsingin kauppaopisto               | 1927       | Väinö Vähäkallio                   |        |
| Yliopistonkatu 3                 | Porthania                            | 1957       | Aarne Ervi                         |        |
| Yliopistonkatu 4                 | Tiedekulma                           | 1977, 2017 | Toivo Korhonen, JKMM Arkkitehdit   |        |